# Clinotanypus nervosus
Clinotanypus nervosus är en tvåvingeart som först beskrevs av Johann Wilhelm Meigen 1818.  Clinotanypus nervosus ingår i släktet Clinotanypus och familjen fjädermyggor. Arten är reproducerande i Sverige. Inga underarter finns listade i Catalogue of Life.